# تخم بلدرچین

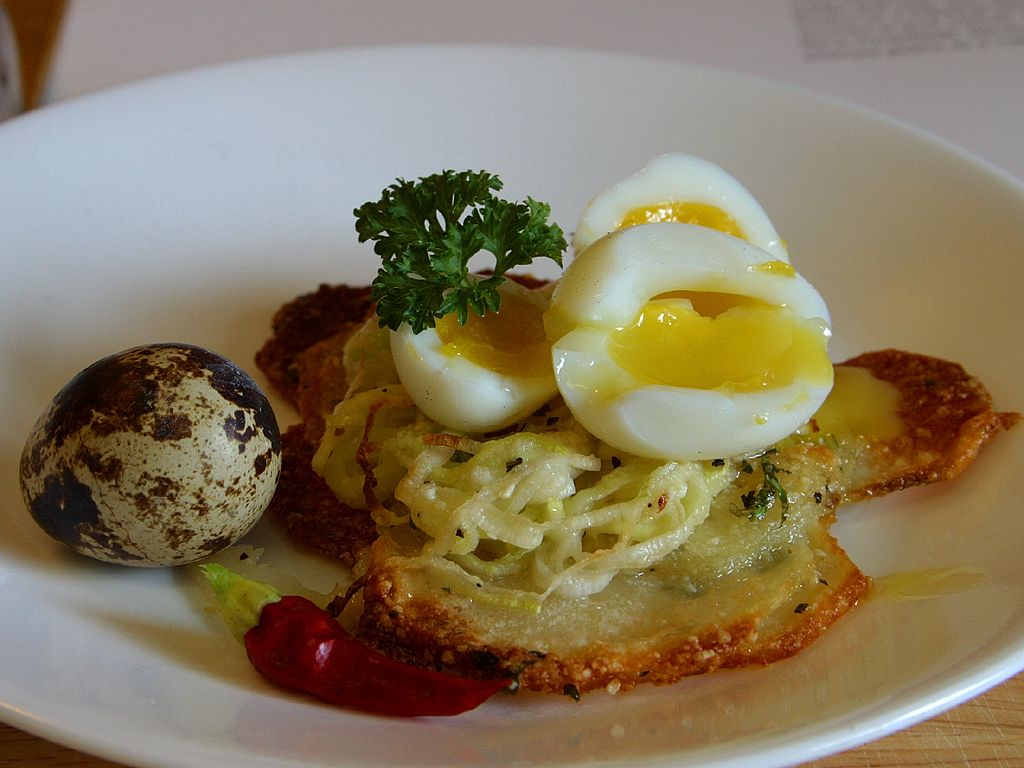
گالت سیب زمینی، که با تخم بلدرچن سرو می‌شود.

تخم بلدرچین در بسیاری از نقاط جهان یک غذای لذیذ محسوب می‌شود. از جمله آسیا، اروپا و آمریکای شمالی. در غذاهای ژاپنی، گاهی از آن‌ها به صورت خام یا پخته شده به عنوان تاماگو در سوشی استفاده می‌شود و اغلب در ناهارهای بنتو یافت می‌شود.

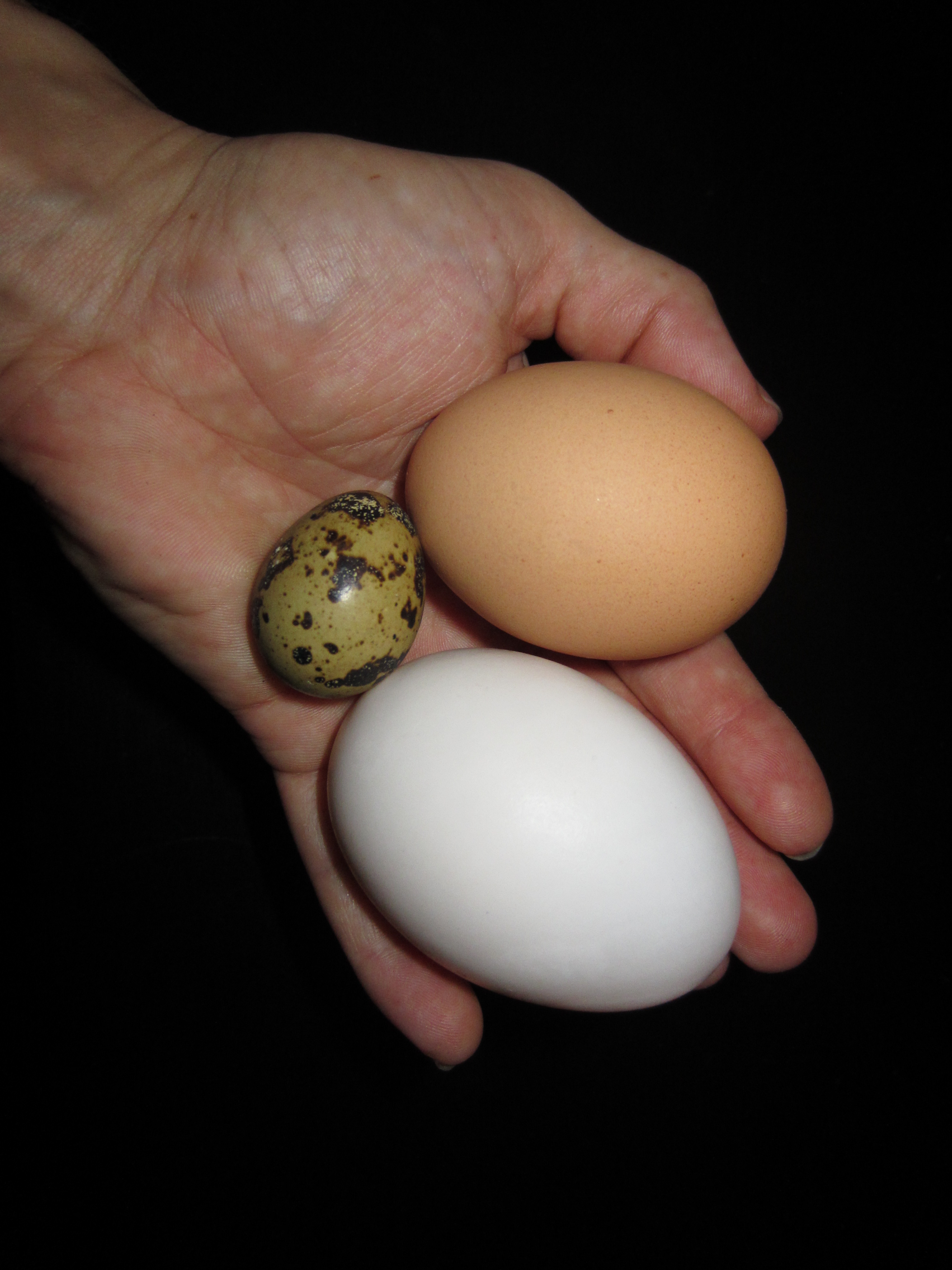
تخم بلدرچین (سمت چپ) در مقایسه با تخم‌مرغ (بالا سمت راست) و تخم اردک (پایین سمت راست) (تخم بلدرچین کوچک‌ترین است) در دست یک انسان بالغ

در برخی از کشورهای دیگر، تخم بلدرچین کمتر عجیب و غریب در نظر گرفته می‌شود. در برزیل، کلمبیا، اکوادور و ونزوئلا، یک تخم بلدرچین آب‌پز یک رویهٔ معمولی روی هات‌داگ و همبرگر است که اغلب با خلال دندان در جای خود ثابت می‌شود. در فیلیپین، kwek-kwek یک غذای خوشمزهٔ خیابانی است که از تخم بلدرچین‌های نرم آب‌پز تشکیل شده‌است که قبل از سیخ کردن و سرخ شدن در خمیر نارنجی رنگ فرورفته‌اند. در اندونزی، بسته‌های کوچک تخم بلدرچین آب‌پز شده توسط فروشندگان خیابانی به عنوان تنقلات و تخم بلدرچین‌های سیخ‌شده به‌عنوان ساتای برای همراهی با غذاهای اصلی مانند سوتو و بوبور ایام فروخته می‌شود. در ویتنام، کیسه‌های تخم بلدرچین آب‌پز شده در غرفه‌های خیابانی به عنوان میان‌وعده ارزان قیمت آبجو فروخته می‌شود. در کرهٔ جنوبی، کیسه‌های بزرگ و ارزان قیمت تخم بلدرچین آب‌پز شده در فروشگاه‌های مواد غذایی فروخته می‌شود. 

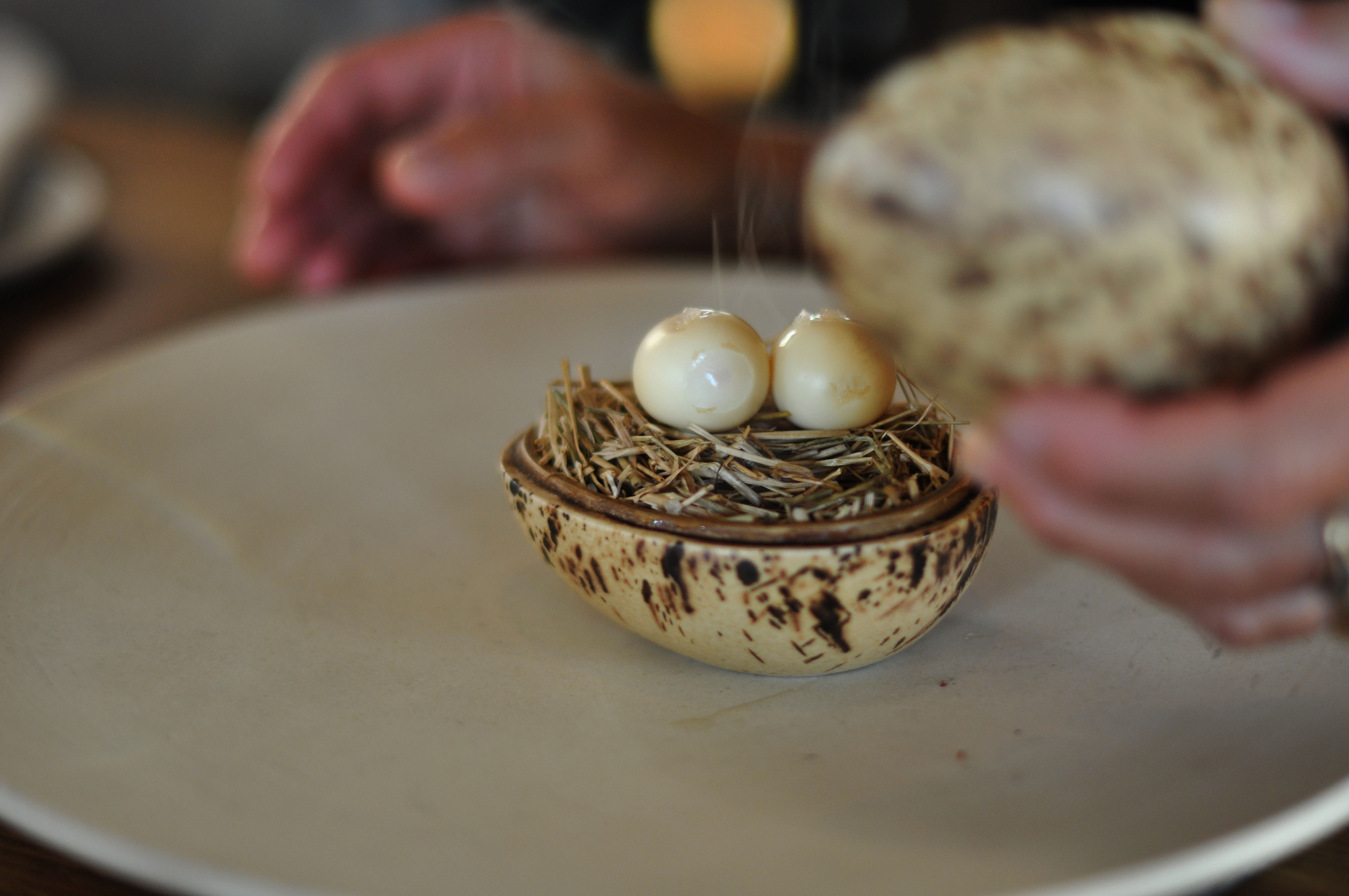
تخم بلدرچین ترشی و دودی در رستوران Noma در کپنهاگ
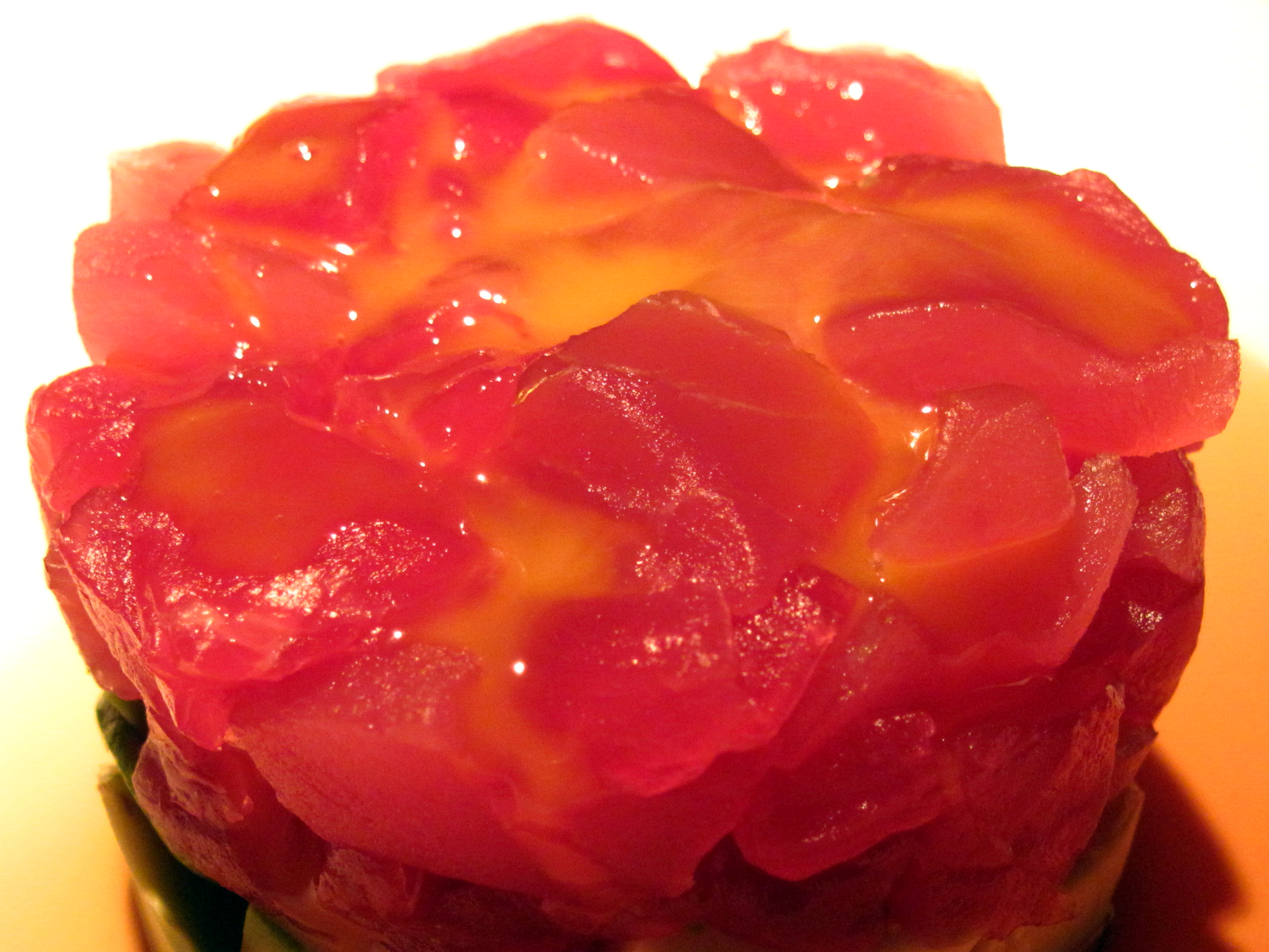
زردهٔ تخم بلدرچین خام روی تکه‌های ماگورو (تون باله آبی خام) در یک رستوران سوشی در Naugatuck سرو می‌شود.
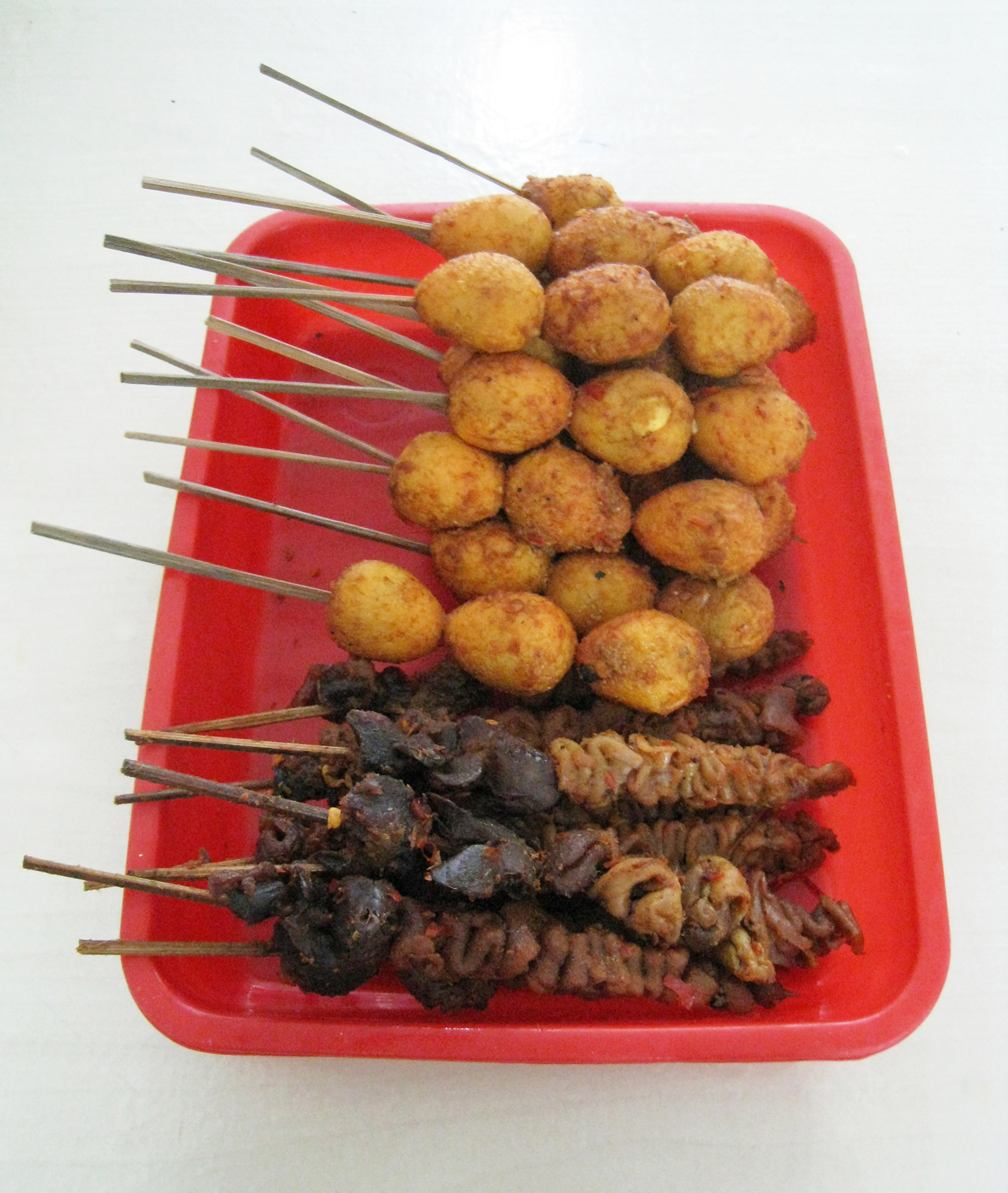
تخم بلدرچین سیخ شده و ساتای اُفال مرغ در اندونزی
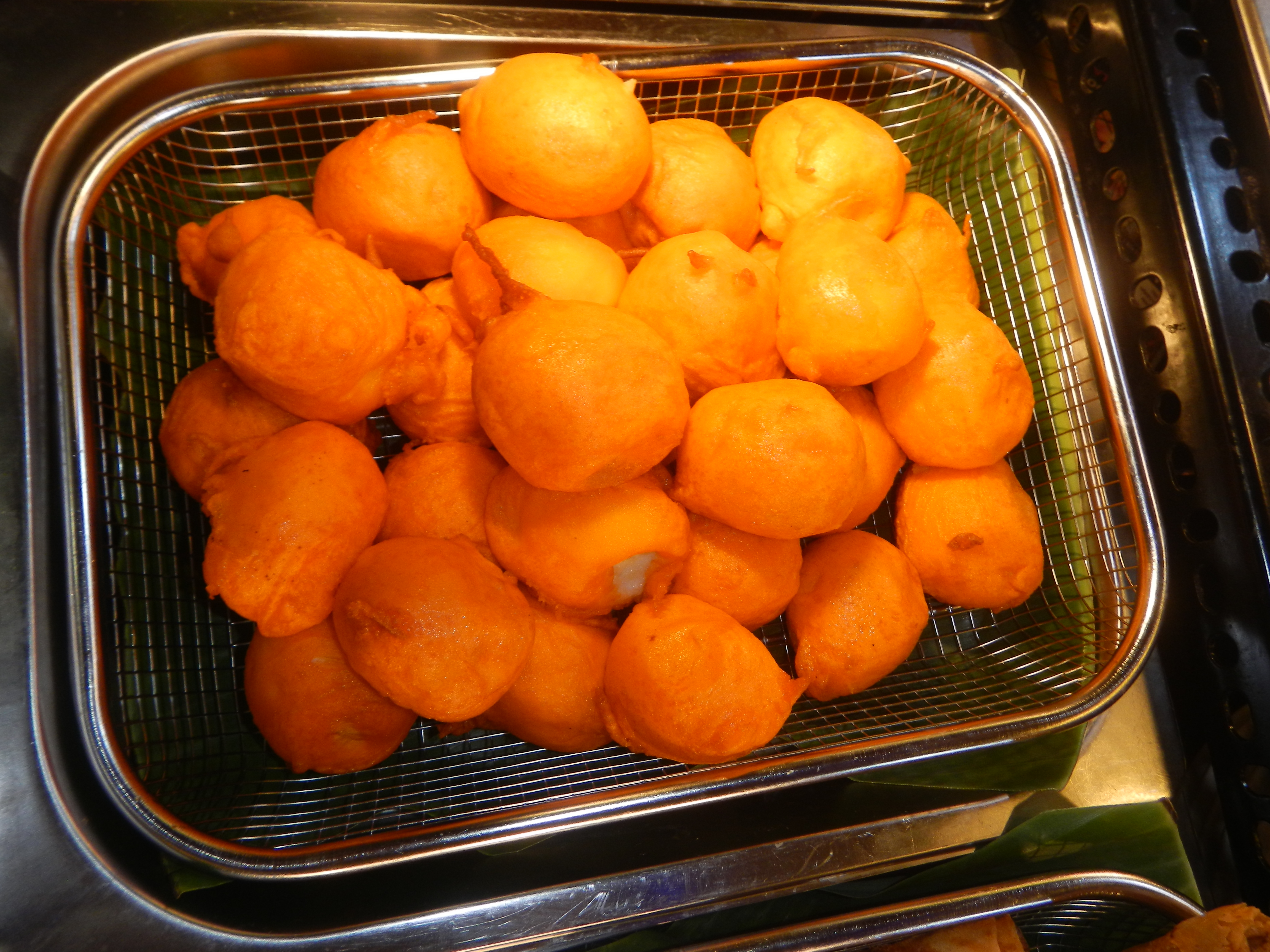
Kwek kwek ، تخم بلدرچین سرخ شده در خمیر، یک میان‌وعدهٔ محبوب خیابانی در فیلیپین